# Drapeau du Kirghizistan
Le drapeau du Kirghizistan est le drapeau national de la République kirghize. Originellement adopté le 3 mars 1992, il a été modifié le 26 décembre 2023. Il se compose d'un fond rouge avec un soleil jaune en son centre comportant 40 rayons qui représentent les 40 tribus kirghizes. Au centre du soleil, un anneau rouge est coupé par deux séries de quatre lignes, une représentation stylisée du tündük,, pièce sommitale de la charpente de la traditionnelle yourte kirghize,,.

## Évolution du drapeau
Le parlement du Kirghiztan approuve le 19 décembre 2023 un projet de loi, par 59 voix contre 5, pour une modification du dessin pour qu'il évoque  « vraiment un soleil qui brille ». Selon le président du parlement, Nourlanbek Chakiïev, un des auteurs de ce projet de loi, le dessin en fonction fait une impression « ambiguë » et selon lui, « beaucoup d'habitants [...] prenaient souvent ce rond avec des rayons pour un tournesol ». Le président kirghiz Sadyr Japarov apporte son soutien à ce changement et promulgue, fin décembre, la loi changeant le drapeau national,.

Drapeau de la République socialiste soviétique kirghize (1952-1991).
Drapeau de la République kirghize (1991-1992).
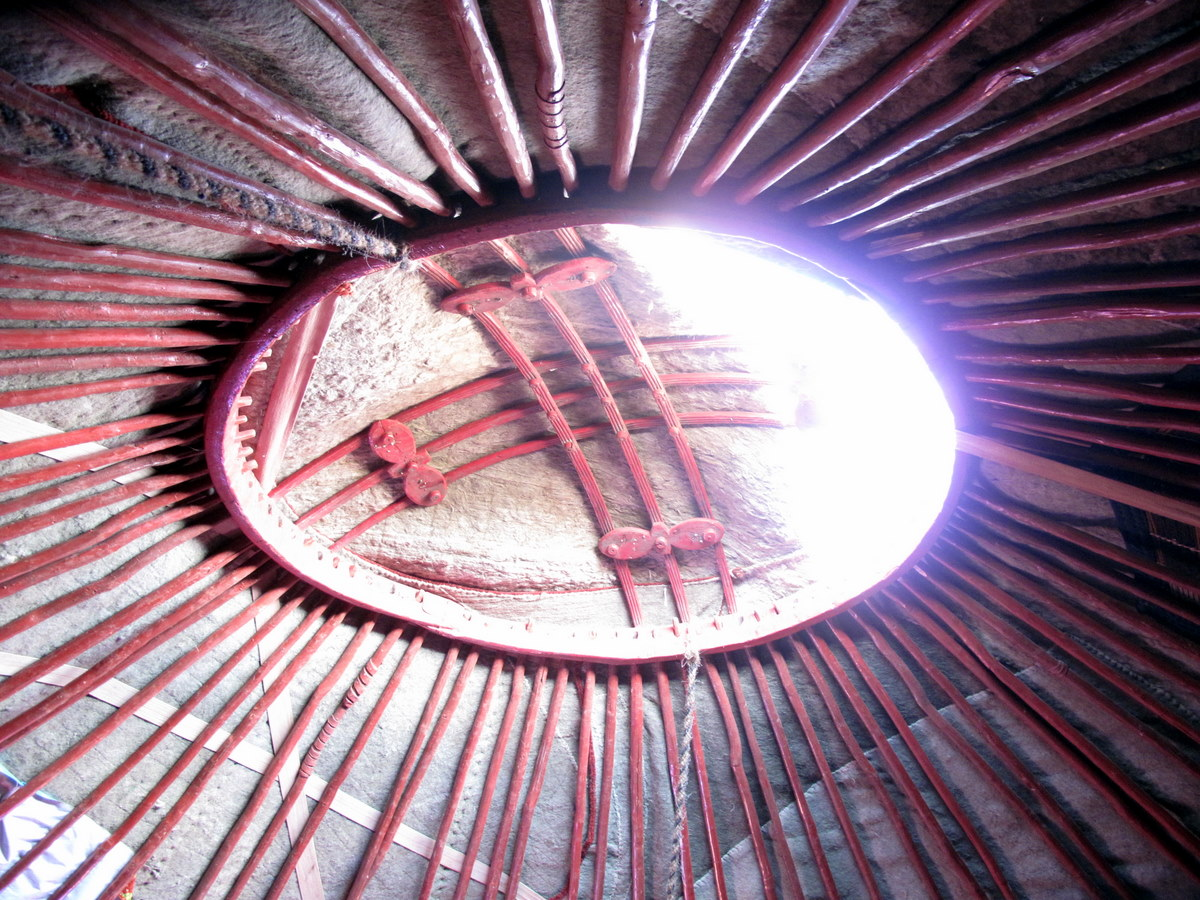
Vue intérieure du toit d'une yourte kirghize.
Drapeau entre 1992 et 2023